# Неролидол
Неролидол — спирт, производное терпеноидов. Состоит из 3,7,11-триметил-1,6,11-додекатриен-3-ола (α-неролидол, формула I) и 3,7,11-триметил-1,6,10-додекатриен-3-ола (β-неролидол, формула II), которые могут иметь цис- и транс-конфигурацию двойных связей и оптические изомеры.

## Свойства
Неролидол — бесцветная маслянистая жидкость с слабым цветочным запахом.
Растворяется в этаноле и эфирных маслах, нерастворим в воде. По свойствам напоминает линалоол.
При действии муравьиной или концентрированной соляной кислоты подвергается дегидратации с циклизацией, образуя смесь бисаболенов. При длительном нагревании с муравьиной кислотой превращается в изокадинен.
Нагревании с уксусной кислотой переводит неролидол в смесь неролилацетата, фарнезилацетата и фарнезена.

## Нахождение в природе
Неролидол содержится в перуанском бальзаме, апельсиновом, померанцевом и некоторых других эфирных маслах. В некоторых из них содержание неролидола составляет 50-95 %.

## Способы получения
Неролидол выделяют из эфирных масел или получают из линалоола через геранилацетон путём конденсации последнего с ацетиленом в дегидронеролидол, который селективно восстанавливают до неролидола.

## Применение
Неролидол используется как компонент парфюмерных композиций и пищевых ароматизаторов, а также как фиксатор запахов.